# Gavin Casalegno
Gavin Casalegno, né le 2 septembre 1999 au Texas, est un acteur américain.
Il est principalement connu pour son rôle de Jeremiah Fisher dans la série L'Été où je suis devenue jolie (The Summer I Turned Pretty). On peut également l'apercevoir dans l'épisode 7 de la saison 7 de Vampire Diaries, où il joue le rôle de Damon Salvatore enfant.

## Biographie
Il a une sœur, Ashlyn Casalegno, née le 17 août 2007, également actrice.

### Apparence physique
Il mesure 1,88 m et a les cheveux courts, blonds et bouclés. Ses yeux sont bleus sa peau mate.

### Carrière
En 2014, il joue dans le film Noé de Darren Aronofsky, aux côtés de Russell Crowe et Anthony Hopkins.
En 2017, il tient le premier rôle du drame Nine Seconds de Jared Cline.
En 2021, il est choisi pour jouer Trevor Strand, l'un des rôles récurrent dans la série Walker, le reboot de la série télévisée Walker, Texas Ranger aux côtés de Jared Padalecki, Lindsey Morgan, Austin Nichols et Keegan Allen.
En 2022, il incarne Jeremiah Fisher, l'un des rôles principaux dans la série L'Été où je suis devenue jolie (The Summer I Turned Pretty), adapté du roman du même nom de Jenny Han. La première saison sort le 17 juin 2022 sur Prime Video.

### Vie privée
Il était en couple avec la mannequin Larsen Thompson (en) de 2017 à 2022. Le 13 novembre 2024, il annonce sur instagram son mariage avec Cheyanne King.

## Filmographie

### Cinéma
- 2011 : Hear Me Whisper de Mohammad Mohammad : Mason
- 2012 : I Am Gabriel de Mike Norris : Gabriel
- 2012 : The Iceman de Ariel Vromen : un patineur
- 2014 : Noé de Darren Aronofsky : Shem jeune
- 2014 : When the Game Stands Tall de Thomas Carter : Michael Ladouceur
- 2014 : Dead Still de Philip Adrian Booth : Bobby
- 2014 : La Famille Pickler de Jim Field Smith : un élève du cours d'art
- 2016  : It's Now or Never de Shawn Peter Cunningham : Adidas Laufer
- 2016 : A Taylor Story de Alex Yonks : Michael
- 2017 : Nine Seconds de Jared Cline : Cole Jackson
- 2017 : Sage Alexander Hall of Nightmares : VR Experience de Keith Aprem : Sage Alexander
- 2020 : The Unhealer de Martin Guigui : Reed
- Prochainement : Queen Of the Ring de Ash Avildsen : le fils de Mildred Burke

### Télévision
- 2010 : Chase : un écolier
- 2010 : Lone Star : un invité de mariage
- 2015 : Vampire Diaries : Damon Salvatore jeune (1 épisode)
- 2021 : Walker : Trevor Strand (8 épisodes)
- depuis 2022 : L'Été où je suis devenue jolie (The Summer I Turned Pretty) : Jeremiah Fisher (15 épisodes)